# Championnat du Cameroun de football 2018
Navigation
Saison précédente Saison suivante
La saison 2018 du Championnat du Cameroun de football est la 58e édition de la première division camerounaise, la MTN Elite 1.
Le Cotonsport Garoua remporte la compétition, c'est le quinzième titre de son histoire. Il est également le club le plus titré du pays.

## Qualifications continentales
Les deux premiers du classement final se qualifient pour la Ligue des champions de la CAF 2018-2019 tandis que le troisième et le vainqueur de la Coupe du Cameroun obtiennent leur billet pour la Coupe de la confédération 2018-2019. Si l'équipe victorieuse en Coupe est parmi les trois premiers, c'est le finaliste qui décroche la qualification.

## Organisation
Les 18 équipes sont regroupées au sein d'une poule unique, où chaque équipe affronte tous les adversaires deux fois, à domicile et à l'extérieur. En fin de saison, les trois derniers du classement sont relégués et remplacés par les trois meilleures formations de deuxième division.

## Les clubs participants
- Les Astres Football Club
- Fovu Baham - Promu d'Elite 2
- Coton Sport Football Club de Garoua
- Dragon Yaoundé
- APEJES de Mfou
- New Stars Football Club
- Eding Sport FC
- Union des mouvements sportifs de Loum
- Bamboutos Mbouda
- Yaounde II FC - Promu d'Elite 2
- AS Fortuna - Promu d'Elite 2
- Union sportive de Douala
- Unisport Bafang
- Aigle royal de La Menoua
- YOSA Bamenda
- Stade Renard de Melong
- Feutcheu FC
- Colombe Sportive du Dja et Lobo

### Classement
| Rang | Équipe                          | Pts | J  | G  | N  | P  | Bp | Bc | Diff |
| ---- | ------------------------------- | --- | -- | -- | -- | -- | -- | -- | ---- |
| 1    | Coton Sport                     | 69  | 34 | 19 | 12 | 3  | 59 | 24 | +35  |
| 2    | UMS Loum                        | 55  | 34 | 14 | 13 | 7  | 25 | 16 | +9   |
| 3    | Bamboutos Mbouda                | 53  | 34 | 14 | 11 | 9  | 32 | 21 | +11  |
| 4    | New Stars Football Club         | 49  | 34 | 14 | 7  | 13 | 29 | 31 | -2   |
| 5    | Fovu Baham P                    | 48  | 34 | 13 | 9  | 12 | 30 | 32 | -2   |
| 6    | YOSA Bamenda                    | 47  | 34 | 10 | 17 | 7  | 20 | 15 | +5   |
| 7    | Union sportive de Douala        | 46  | 34 | 11 | 13 | 10 | 35 | 34 | +1   |
| 8    | Eding Sport FCT                 | 46  | 34 | 11 | 13 | 10 | 37 | 35 | +2   |
| 9    | Colombe Sportive du Dja et Lobo | 45  | 34 | 10 | 15 | 9  | 29 | 25 | +4   |
| 10   | Feutcheu FC                     | 45  | 34 | 11 | 12 | 11 | 33 | 39 | -6   |
| 11   | Dragon Club de Yaoundé          | 44  | 34 | 11 | 11 | 12 | 42 | 45 | -3   |
| 12   | APEJES de Mfou                  | 44  | 34 | 11 | 11 | 12 | 43 | 42 | +1   |
| 13   | Stade Renard de Melong          | 42  | 34 | 10 | 12 | 12 | 27 | 29 | -2   |
| 14   | AS FortunaP                     | 42  | 34 | 11 | 9  | 14 | 36 | 41 | -5   |
| 15   | Les Astres Football Club        | 42  | 34 | 10 | 12 | 12 | 31 | 29 | +2   |
| 16   | Unisport Bafang                 | 40  | 34 | 9  | 13 | 12 | 24 | 29 | -5   |
| 17   | Aigle Royal                     | 32  | 34 | 8  | 8  | 18 | 26 | 42 | -16  |
| 18   | Yaounde II FCP                  | 26  | 34 | 6  | 8  | 20 | 17 | 46 | -29  |

|  | Qualifié pour la Ligue des champions de la CAF 2018-2019                      |
|  | Qualifié pour la Coupe de la confédération 2018-2019                          |
|  | Relégation directe en Elite 2                                                 |
|  | Rétrogradation administrative en Elite 2                                      |
|  | T : Tenant du titre C : Vainqueur de la Coupe du Cameroun P : Promu d'Elite 2 |

- Bamboutos Mbouda est sous le coup d'une rétrogradation en deuxième division à la suite d'une demande de la FIFA[1], le 18 octobre 2018 la rétrogradation du club est confirmée par la ligue[2].

## Bilan de la saison
| Championnat du Cameroun de football 2018 |                                   |
| Champion                                 | Coton Sport (15e titre)           |
| Qualifications continentales             |                                   |
| Ligue des champions de la CAF 2018-2019  | Coton Sport                       |
| Ligue des champions de la CAF 2018-2019  | UMS Loum                          |
| Coupe de la confédération 2018-2019      | New Stars Football Club           |
| Coupe de la confédération 2018-2019      | Aucun                             |
| Promotions et relégations                |                                   |
| Promus en MTN Elite 1                    | Avion Academy                     |
| Promus en MTN Elite 1                    | PWD Bamenda                       |
| Promus en MTN Elite 1                    | Tonnerre Kalara Club de Yaoundé   |
| Relégués en MTN Elite 2                  | Bamboutos Mbouda (rétrogradation) |
| Relégués en MTN Elite 2                  | Aigle royal de La Menoua          |
| Relégués en MTN Elite 2                  | Yaounde II FC                     |